# 尕让古城
尕让古城，位于中国青海省贵德县尕让乡查曲昂村，为第五批青海省文物保护单位，公布日期为1988年9月15日，类型为古遗址。
尕让古城的历史年代为明。